# Nikkō Tōshō-gū

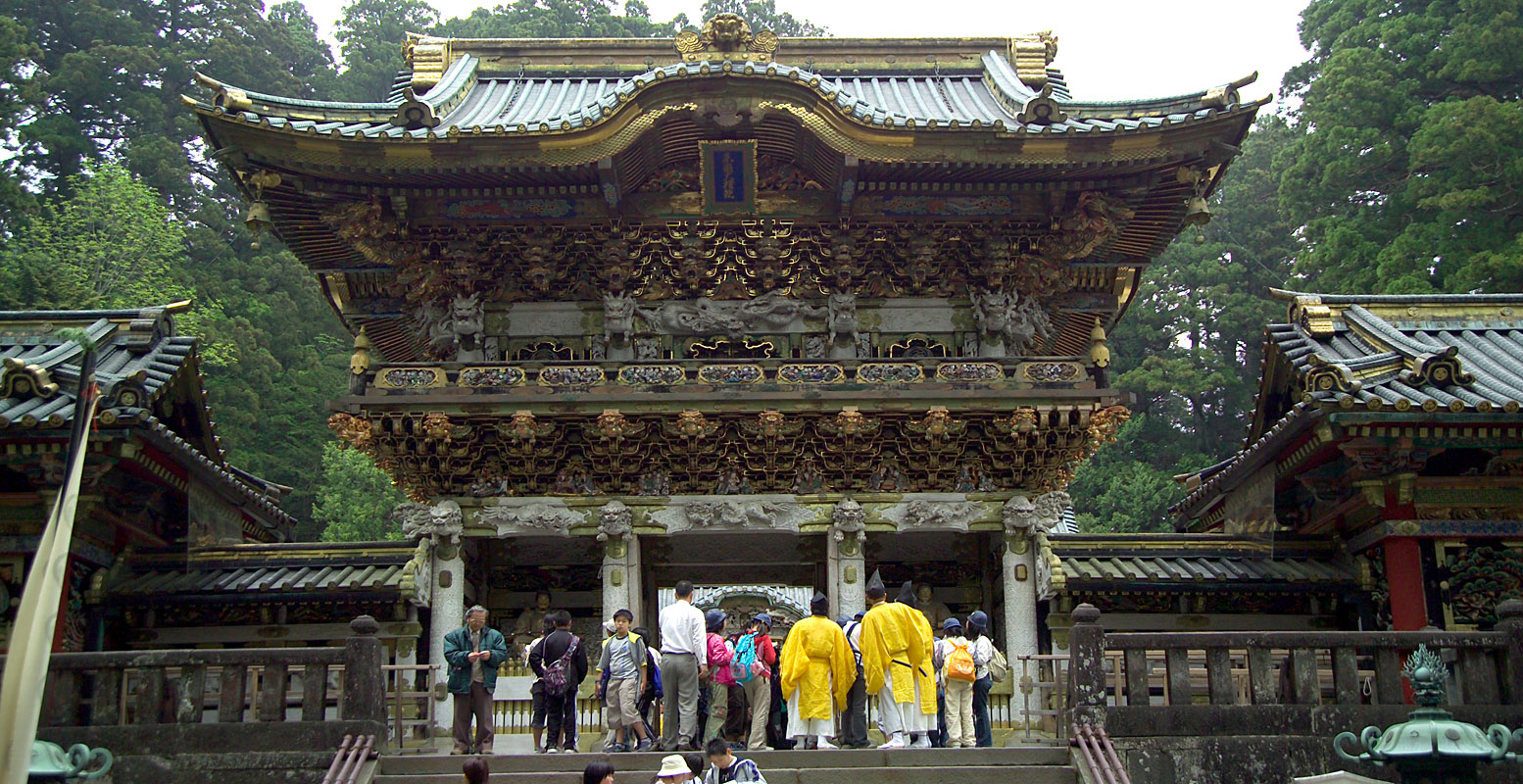

O Nikkō Tōshō-gū (日光東照宮) é um templo xintoísta localizado em Nikkō,  Tochigi, Japão . Ele é parte dos "Santuários e Templos de Nikko", um patrimônio mundial da UNESCO.

## História
O Tōshō-gū é dedicado a Tokugawa Ieyasu, o fundador do xogunato Tokugawa. Inicialmente construído em 1617, durante o período Edo, enquanto o filho de Ieyasu, Hidetada, era xogum, ele foi expandido durante o governo do terceiro xogum Iemitsu. Ieyasu está consagrado lá, onde seus restos estão em um túmulo. Este templo foi construído pelo retentor de Tokugawa, Tōdō Takatora.
Durante o período Edo, o xogunato Tokugawa realizou procissões imponentes de Edo para o Nikkō Tōshō-gū ao longo do Nikkō Kaidō. Os festivais anuais de primavera e outono do templo reavivam essas ocasiões e são conhecidos como "procissões de mil guerreiros."
Cinco estruturas do Nikkō Tōshō-gū são categorizadas como Tesouro Nacional do Japão, e mais três como Propriedades Culturais Importantes do Japão. Além disso, duas espadas na posse do templo são Tesouros Nacionais, e inúmeros outros objetos são Propriedades Culturais Importantes. Construções famosas no Tōshō-gū incluem o Yōmeimon, um portão decorado que também conhecido como "higurashi-no-mon." Este nome significa que qualquer um poderia observá-lo até o pôr-do-sol e não cansar-se fazê-lo. Esculturas em relevo profundo, pintadas em cores ricas, decoram a superfície da estrutura. O próximo portão é o karamon decorado com ornamentos brancos. Próximo uma escultura do gato sonolento, "Nemuri-neko", é atribuída a Hidari Jingorō.

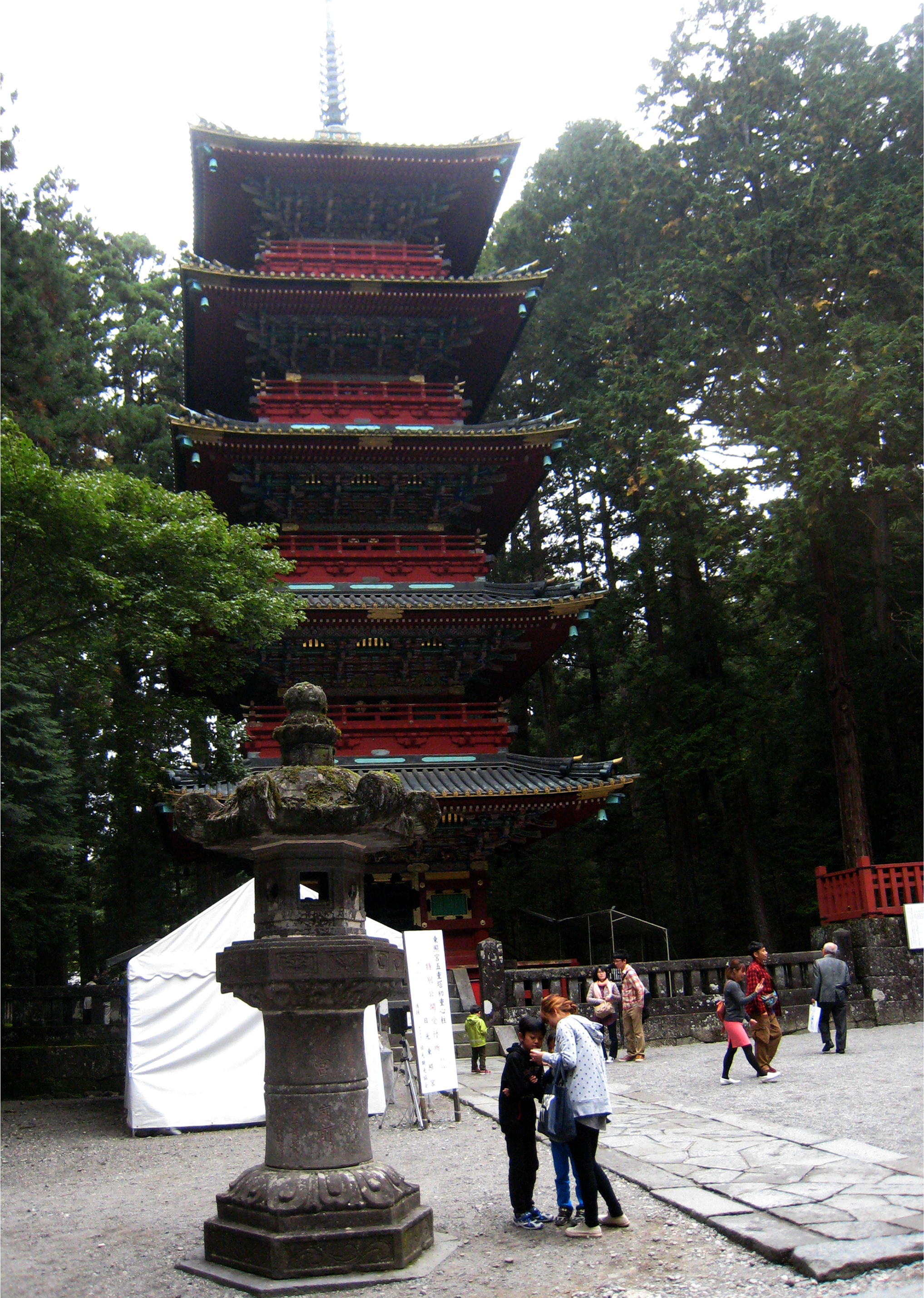
Pagode de cinco andares no Nikkō Tōshō-gū

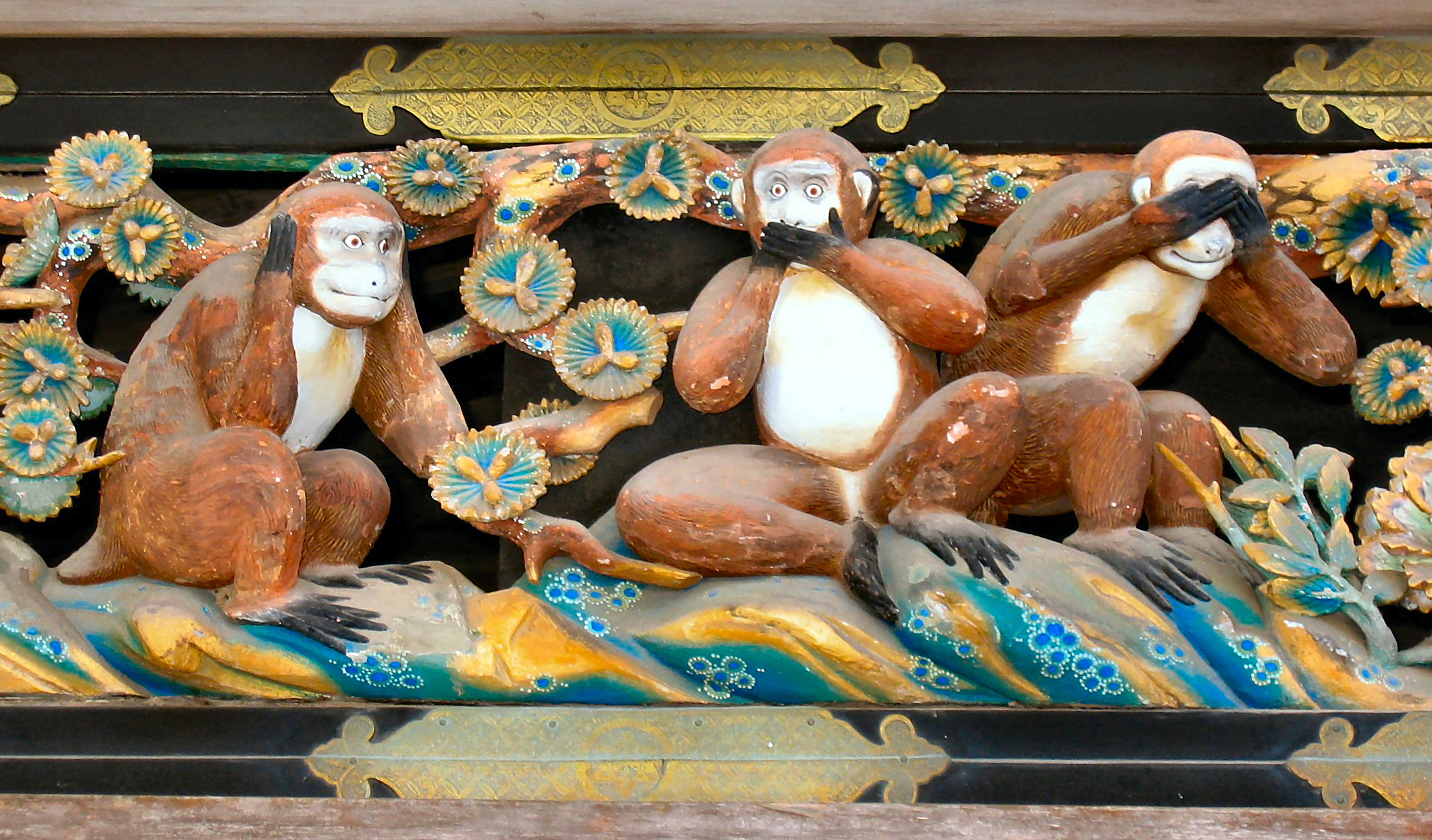
Três Macacos Sábios

O estábulo dos cavalos sagrados do templo exibe uma escultura dos Três Macacos Sábios, que não ouvem, não falam e não veem nada de maligno, um símbolo tradicional na cultura chinesa e japonesa.
O pagode original de cinco andares foi doado por um daimyo em 1650, mas ele foi queimado durante um incêndio e foi reconstruído em 1818. Cada andar representa um elemento – terra, água, fogo, vento e éter ou vazio – em ordem crescente. Dentro do pagode, um pilar shinbashira central pendura-se em correntes para minimizar os danos de terremotos.

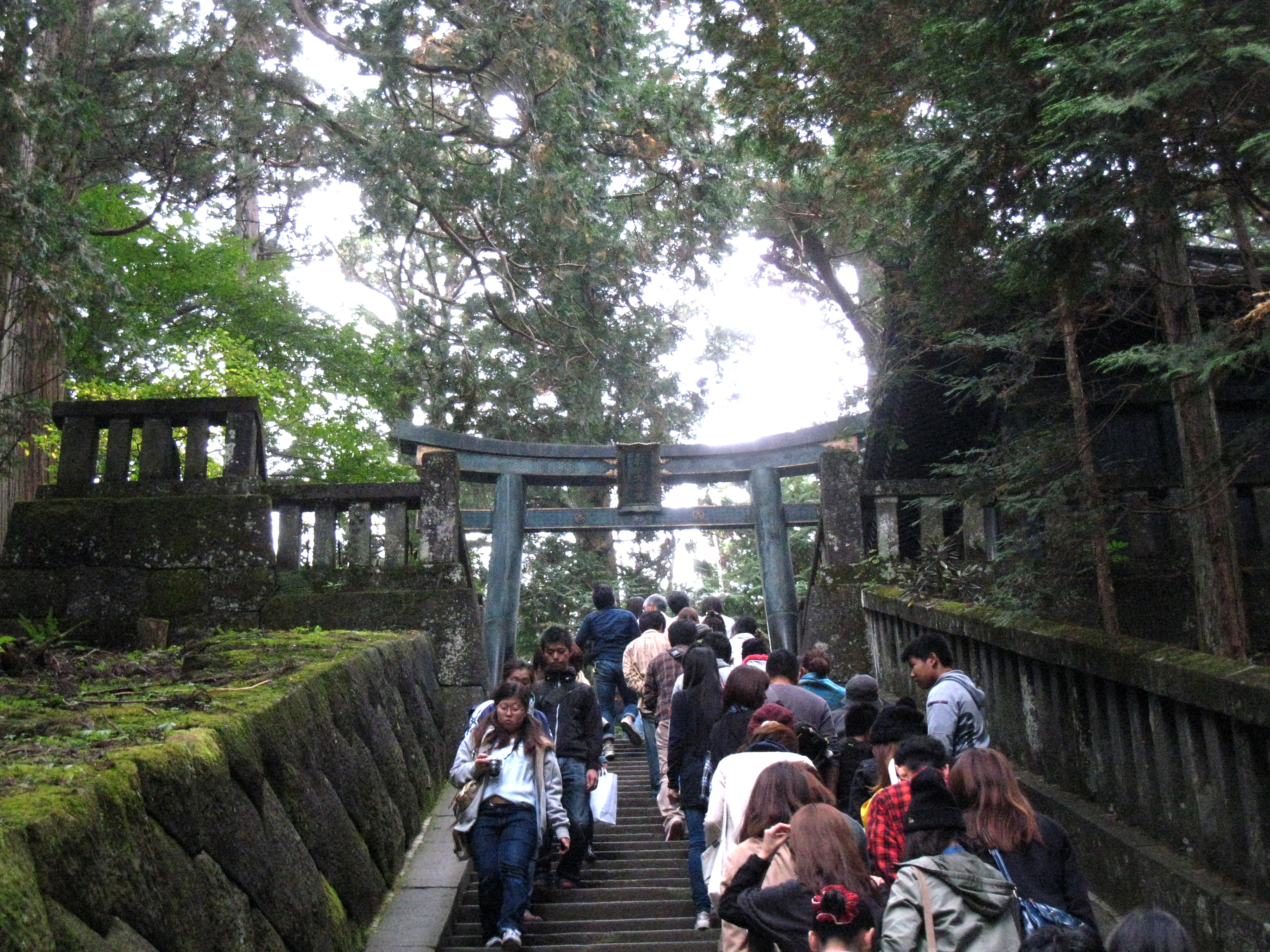
Degraus de pedra e torii para o túmulo de Ieyasu

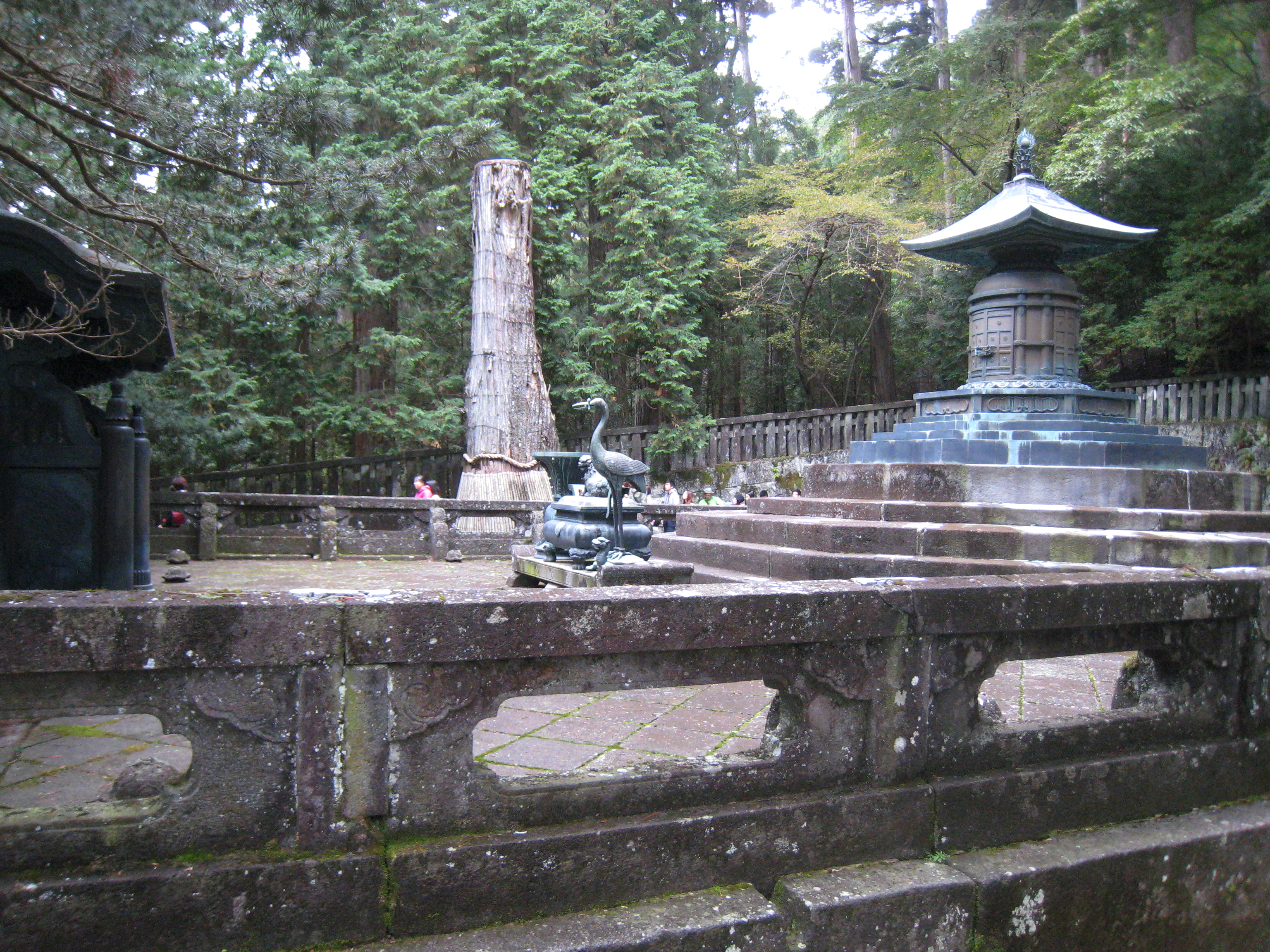
A consagração de Ieyasu

Centenas de degraus de pedra levam o visitante pela floresta criptoméria ao túmulo de Ieyasu. Um torii no topo carrega a caligrafia atribuída ao Imperador Go-Mizunoo. Uma urna de bronze contém os restos de Tokugawa Ieyasu.
Em 2008, Yuri Kawasaki tornou-se a primeira sacerdotisa mulher xintoísta a servir no Nikkō Tōshō-gū.

## Galeria

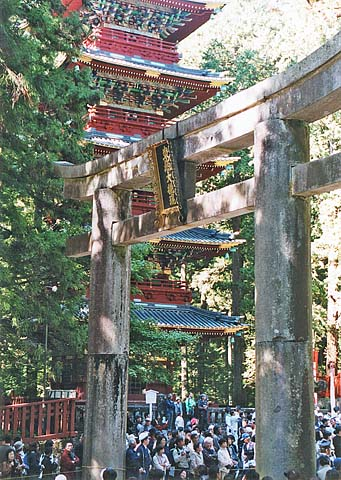
Torii e pagode na entrada do Tōshō-gū.
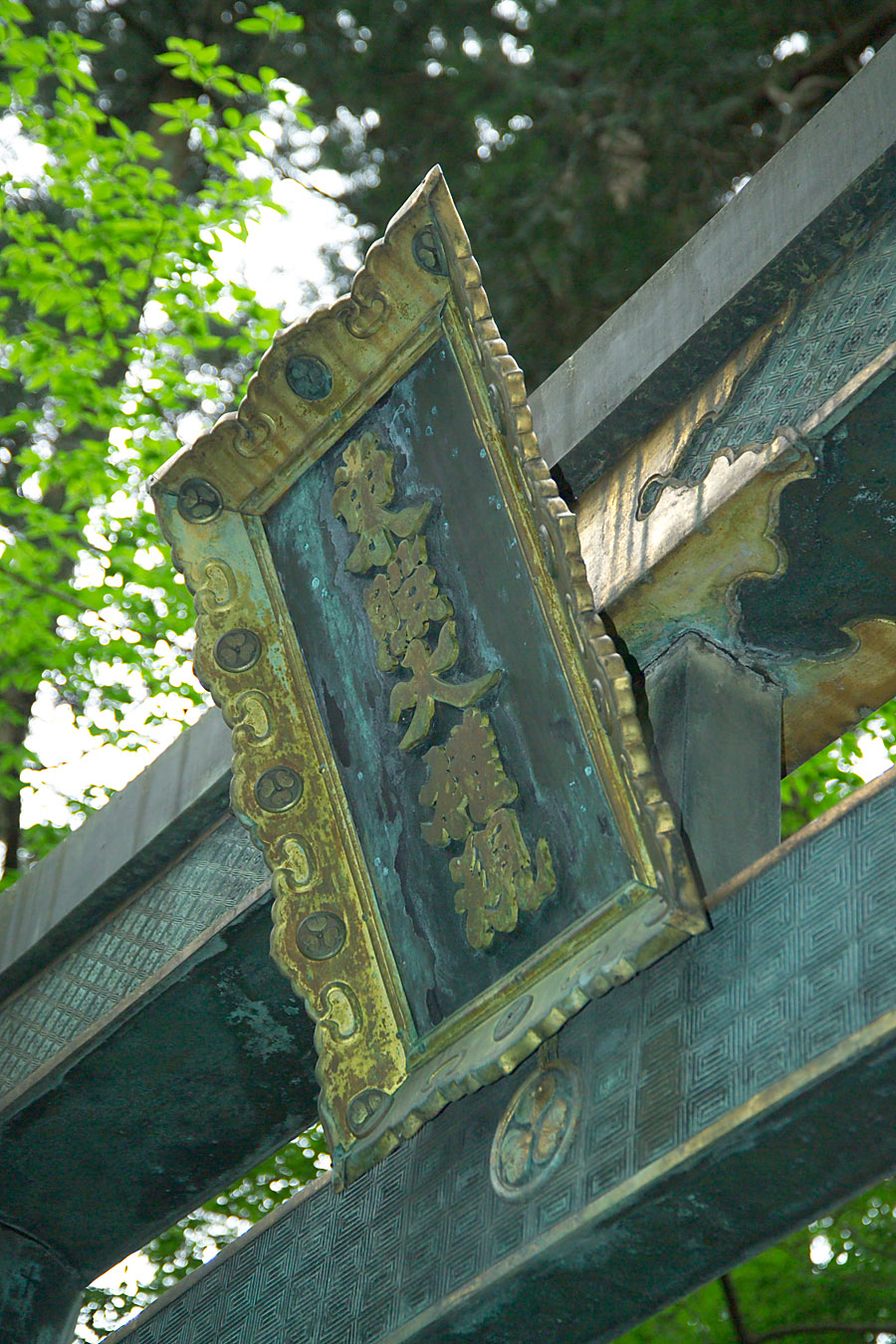
Placa: Tōshō Dai-Gongen (東照大権現) no torii. Atribuído ao Imperador Go-Mizunoo.
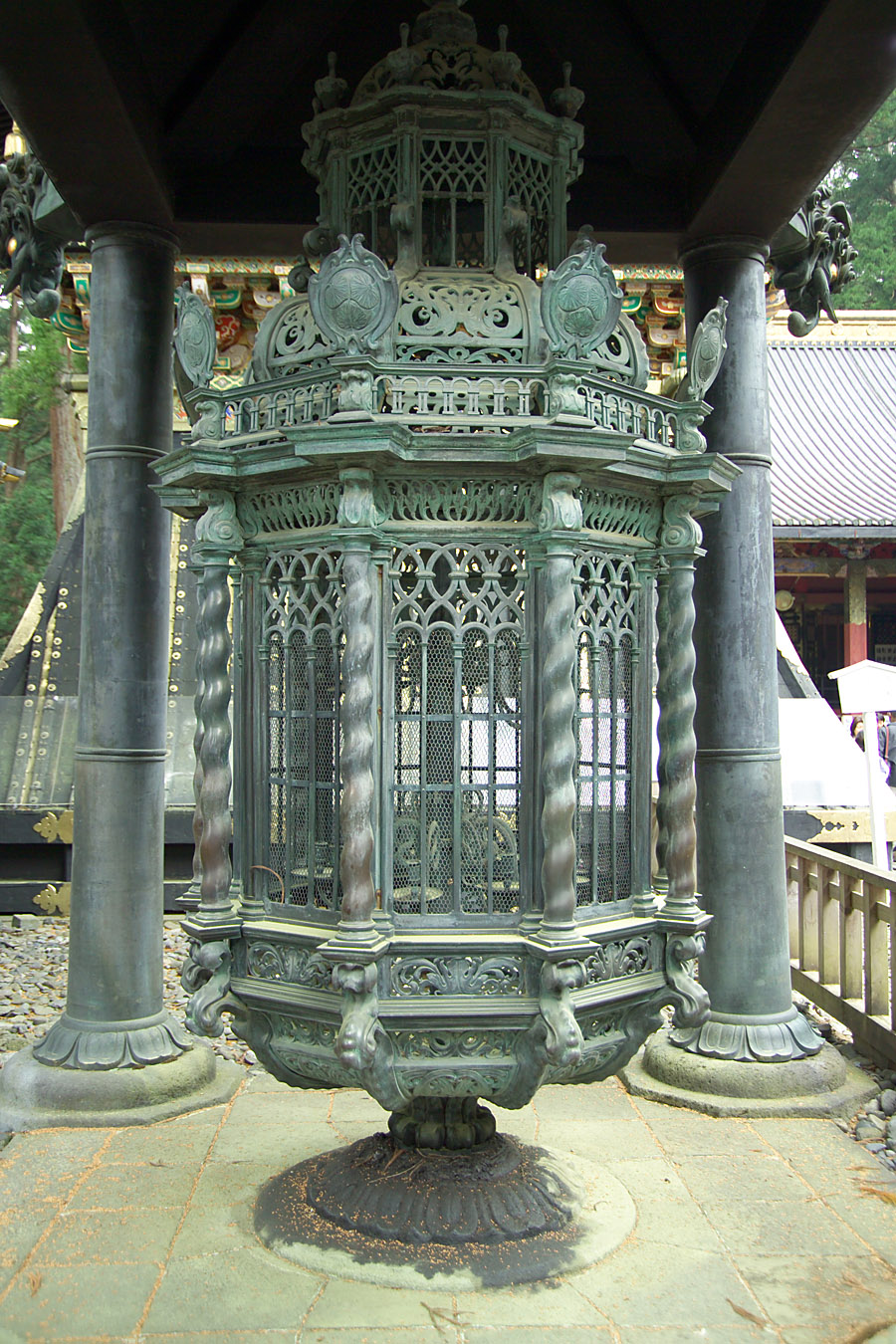
Oranda dōrō (lanterna holandesa) é uma lembrança da Companhia Holandesa das Índias Orientais apresentada ao xogum em 1643.
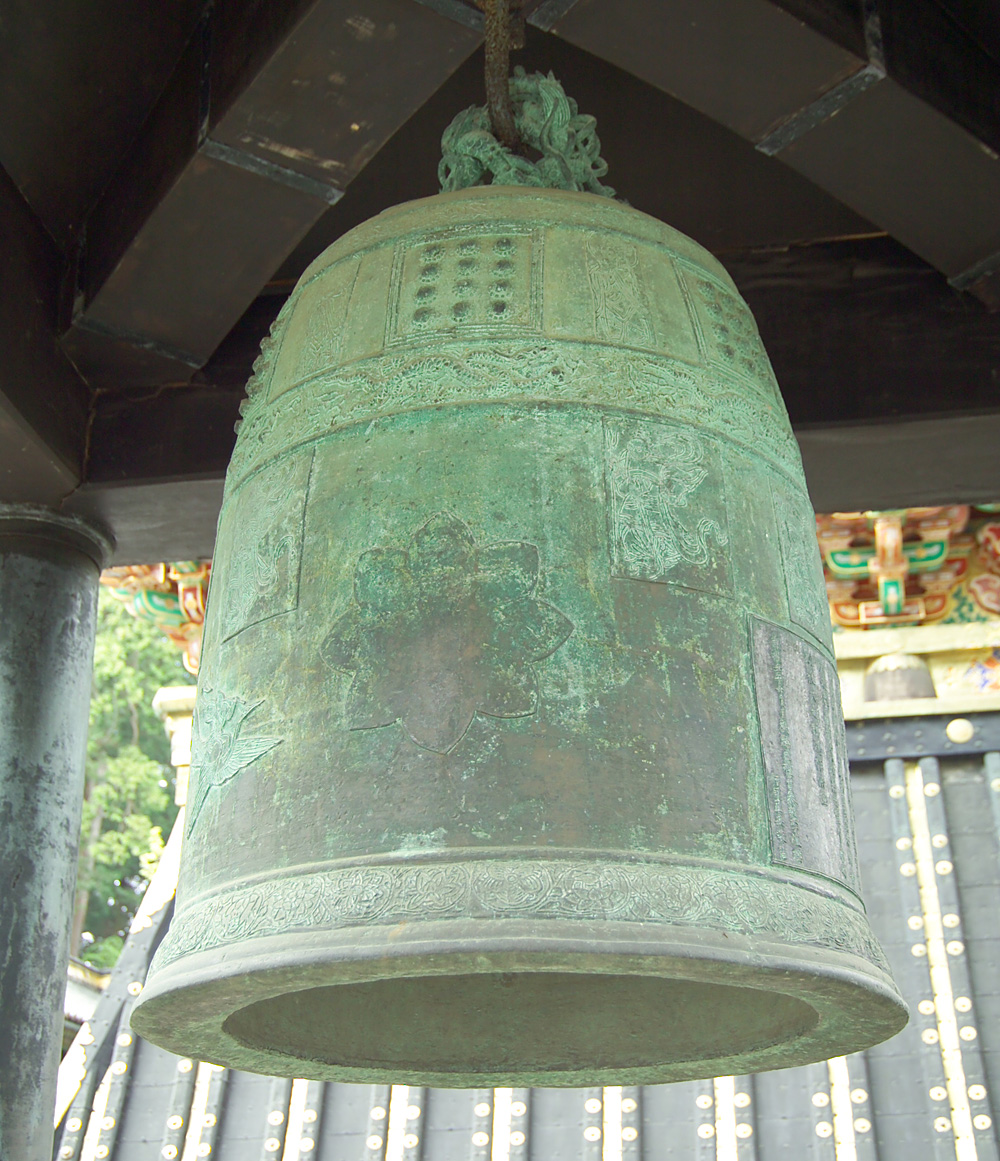
Este sino é uma lembrança da Dinastia Joseon.
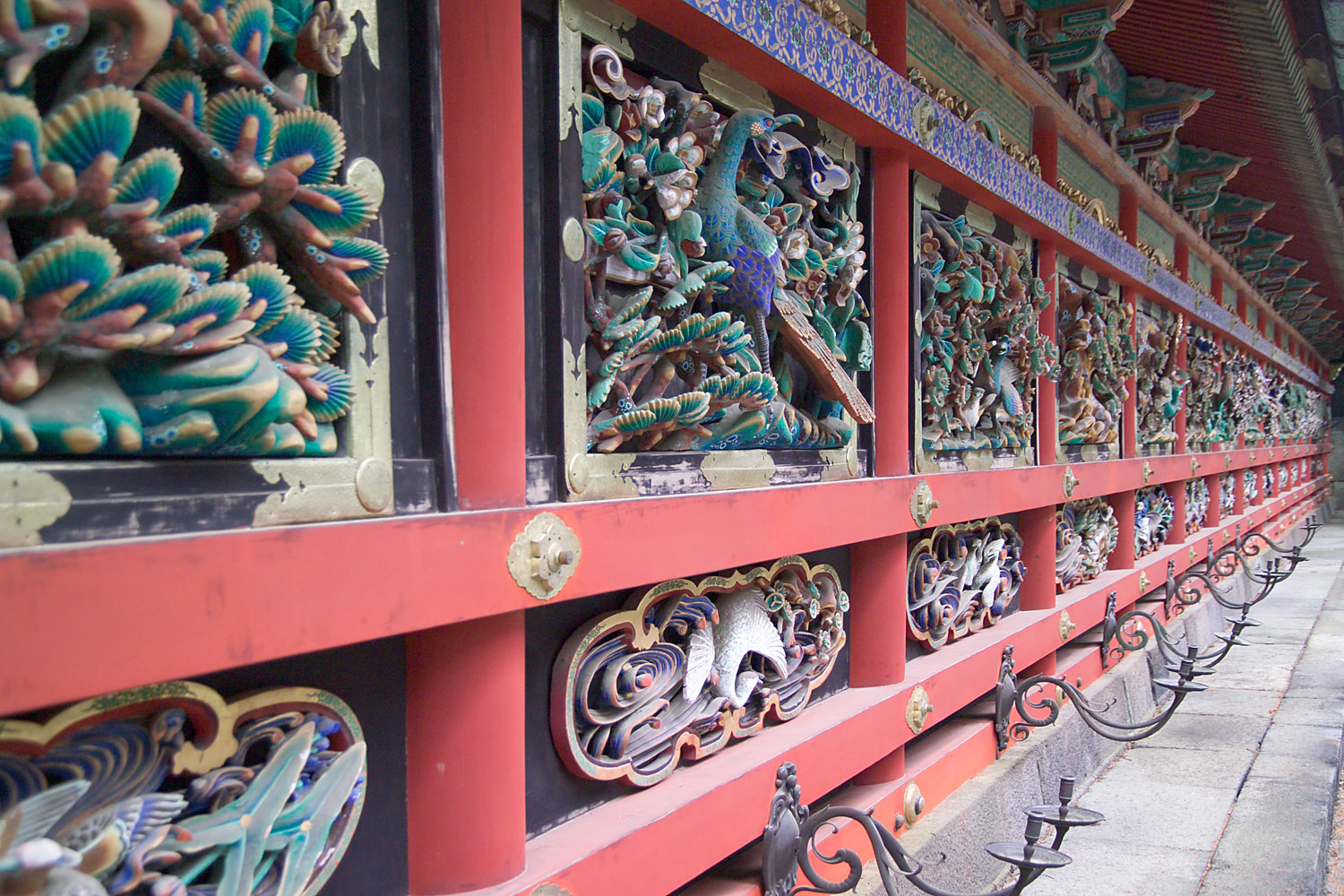
Decoração ao lado do Yomeimon.
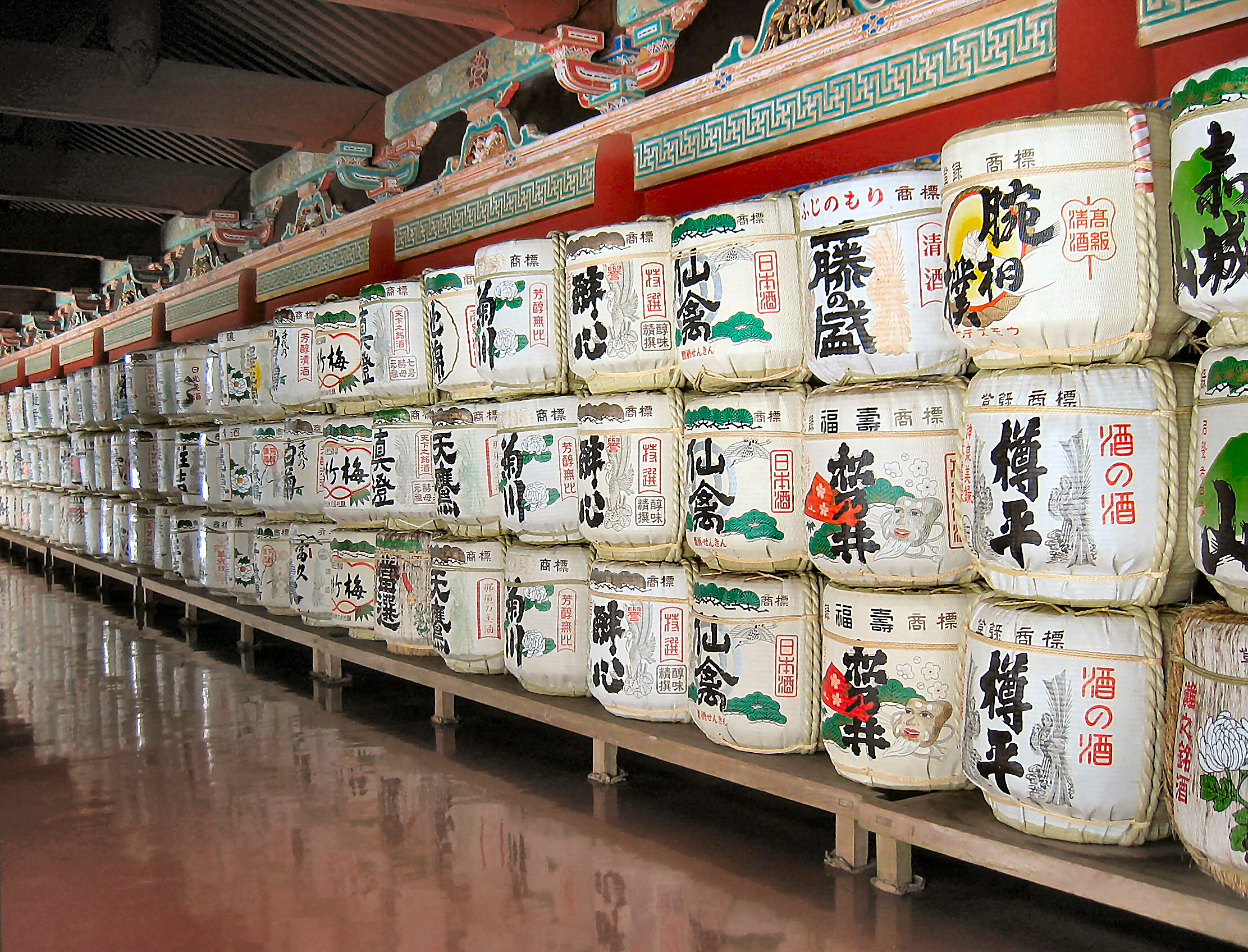
Barris de saquê.
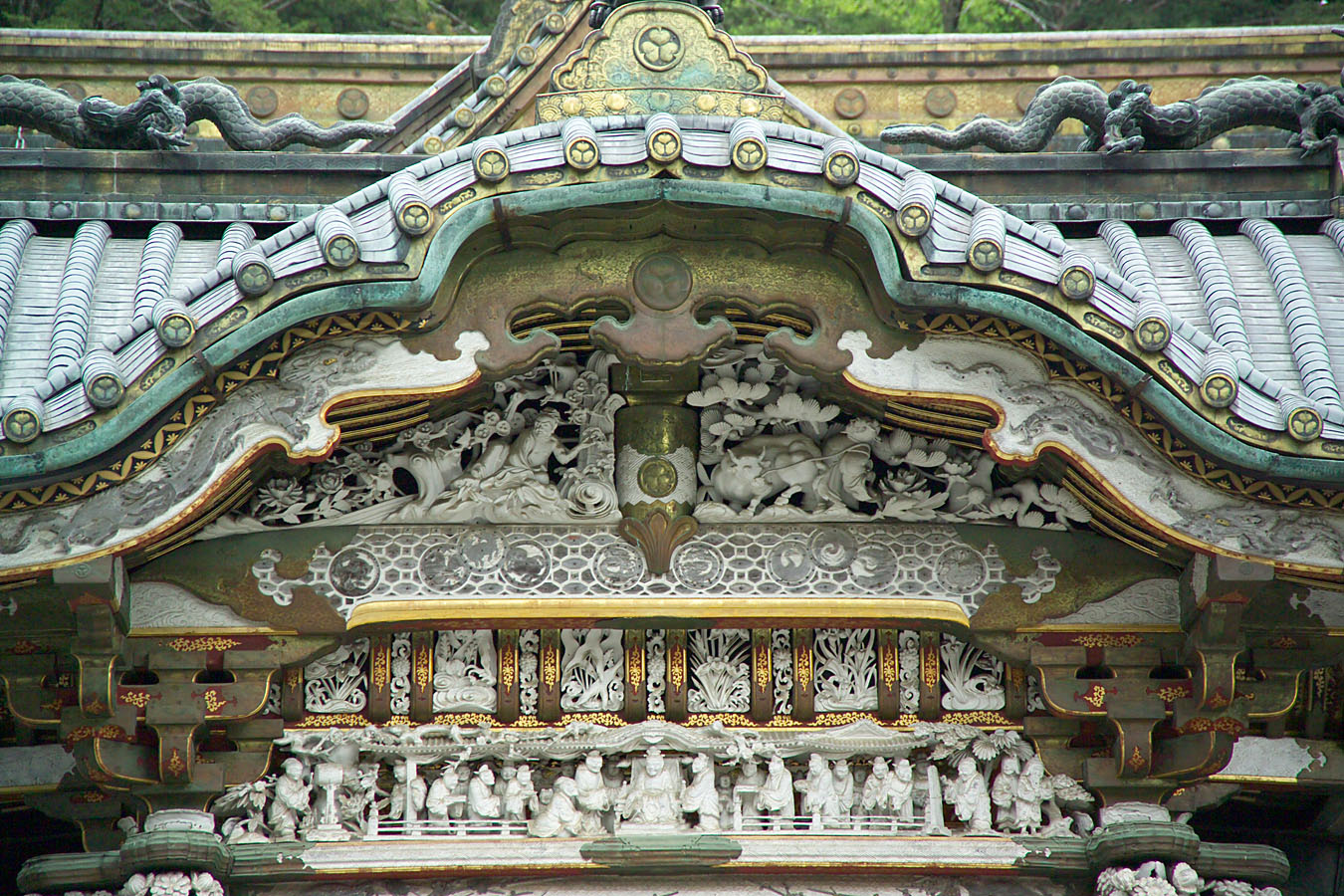
Esculturas acima do Karamon.
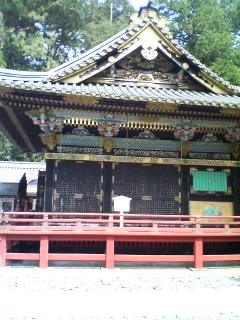
Kagura-den, um salão para danças dedicadas aos deuses na obra divina do xintoísmo.
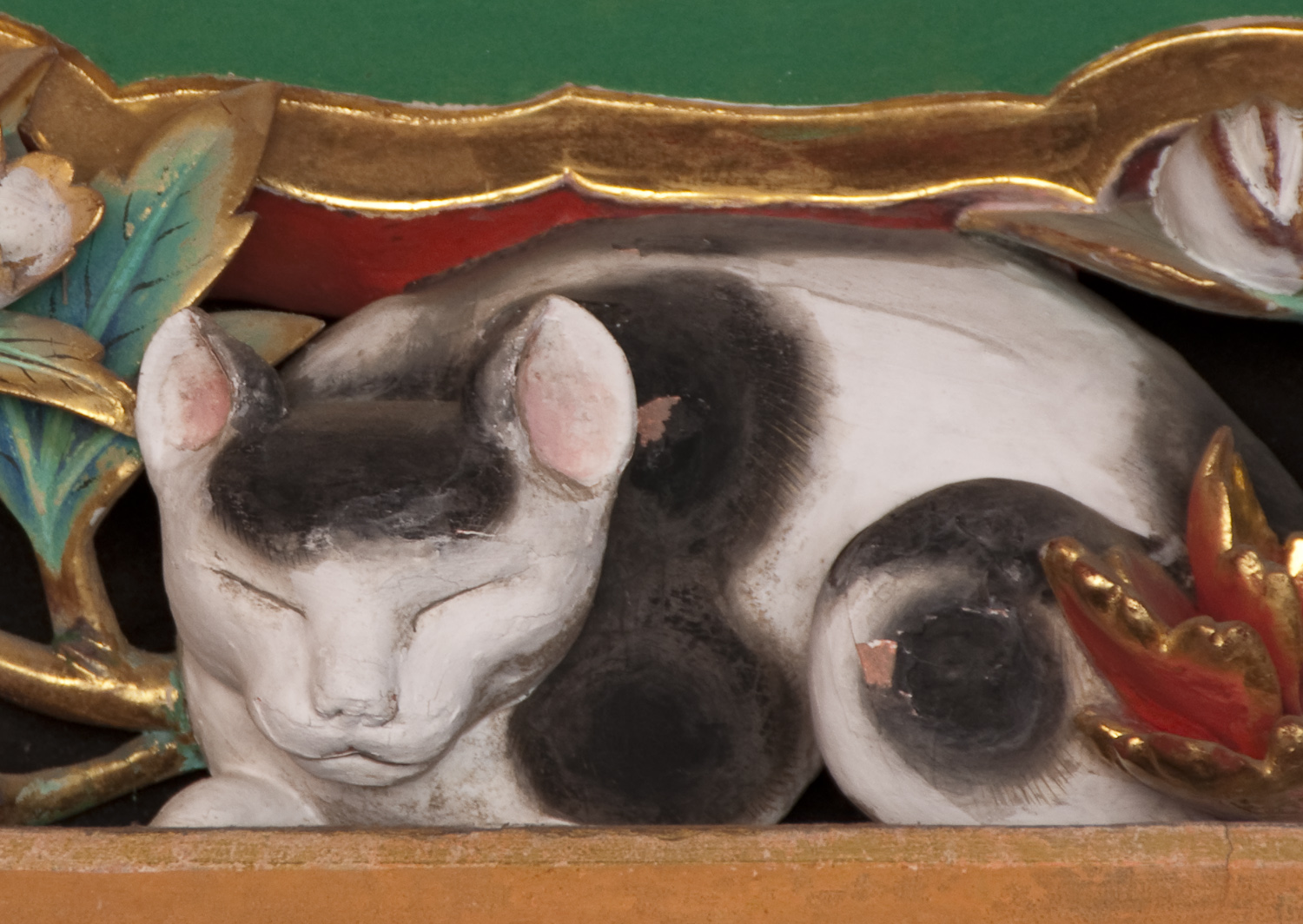
O Gato Silencioso é símbolo da paz.
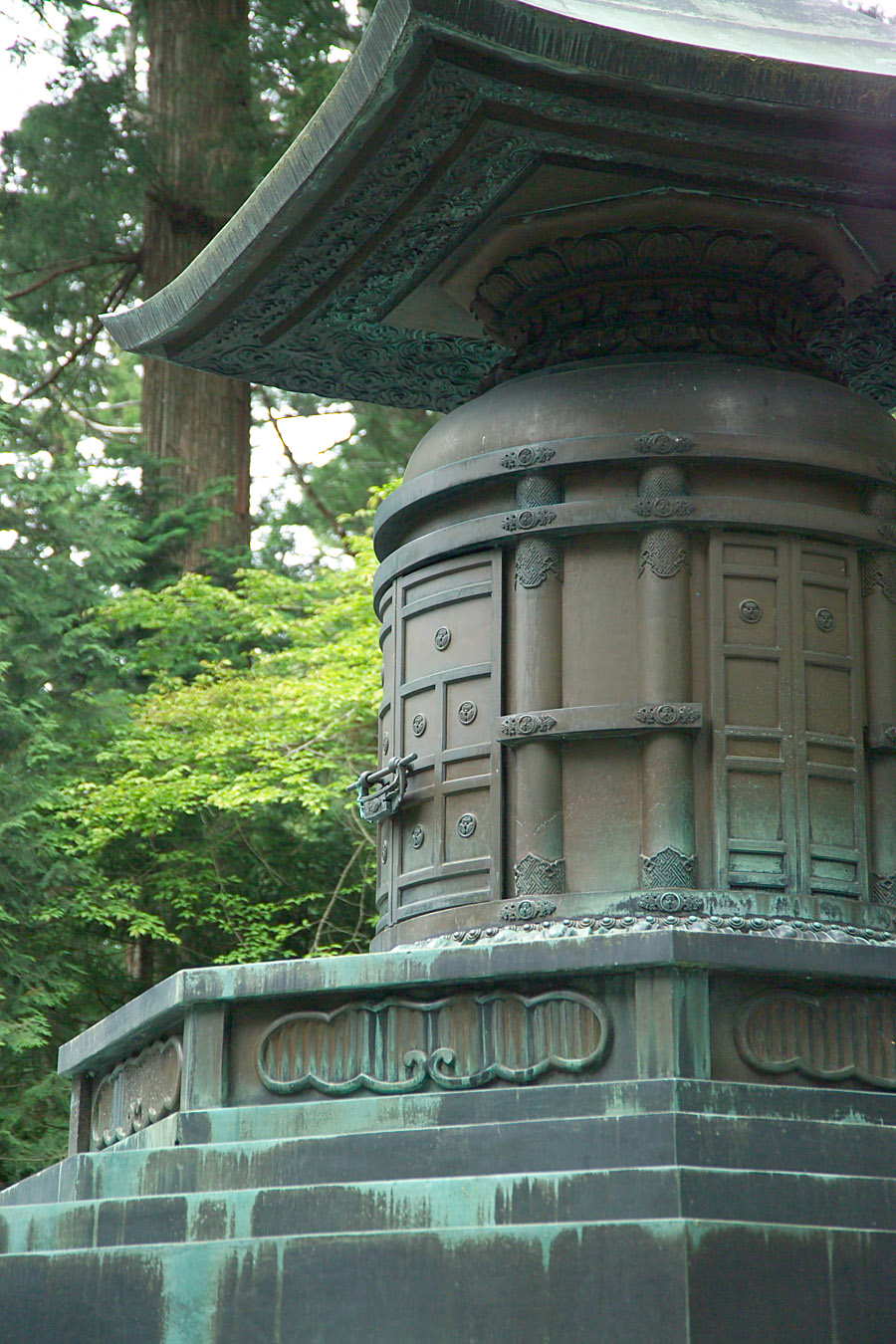
Urna contendo os restos de Tokugawa Ieyasu.
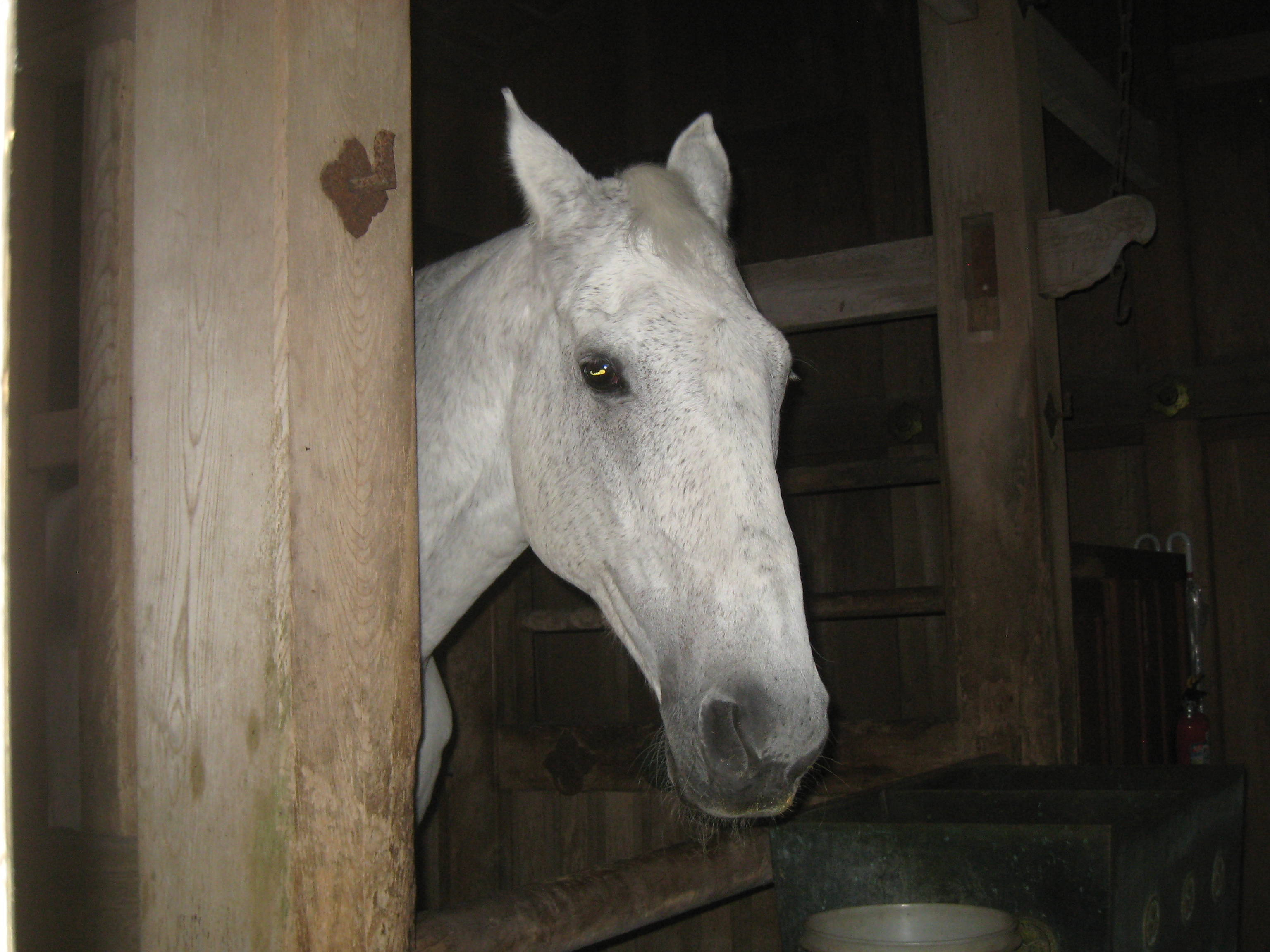
O Cavalo Sagrado no Nikkō Tōshō-gū
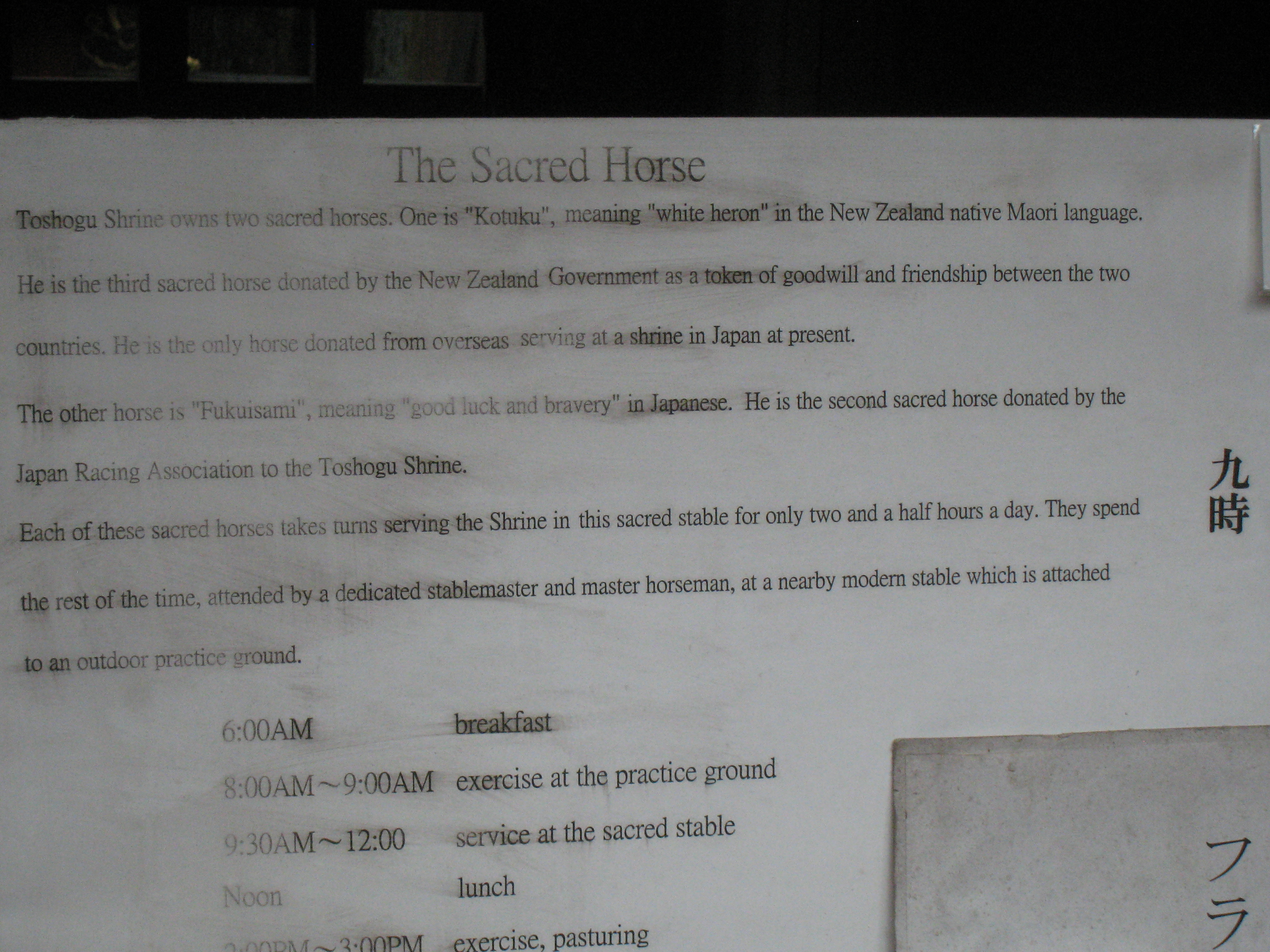
Uma placa explicando sobre os Cavalos Sagrados no Nikkō Tōshō-gū
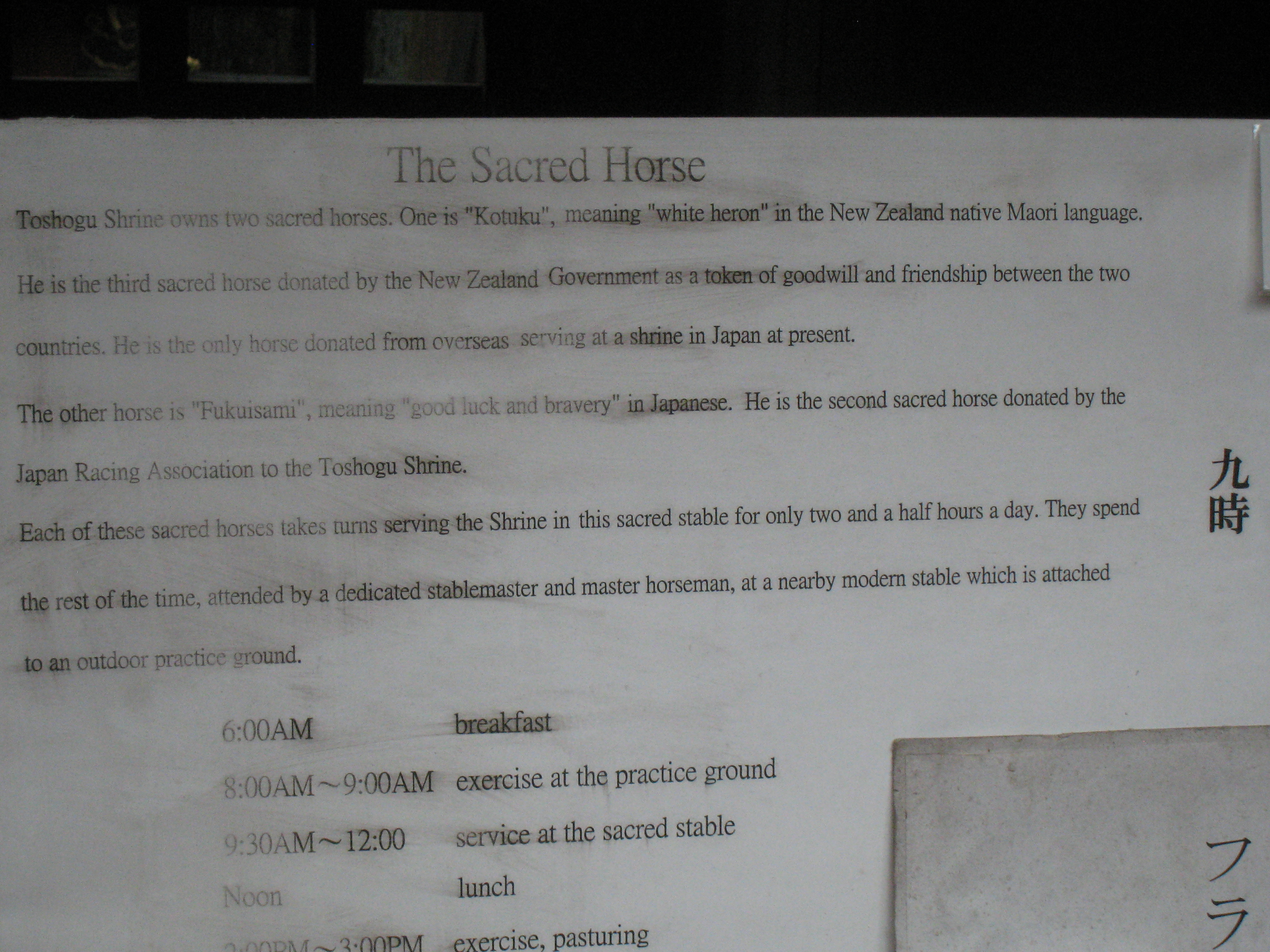
An explanation tablet about Sacred Horses at Nikkō Tōshō-gū
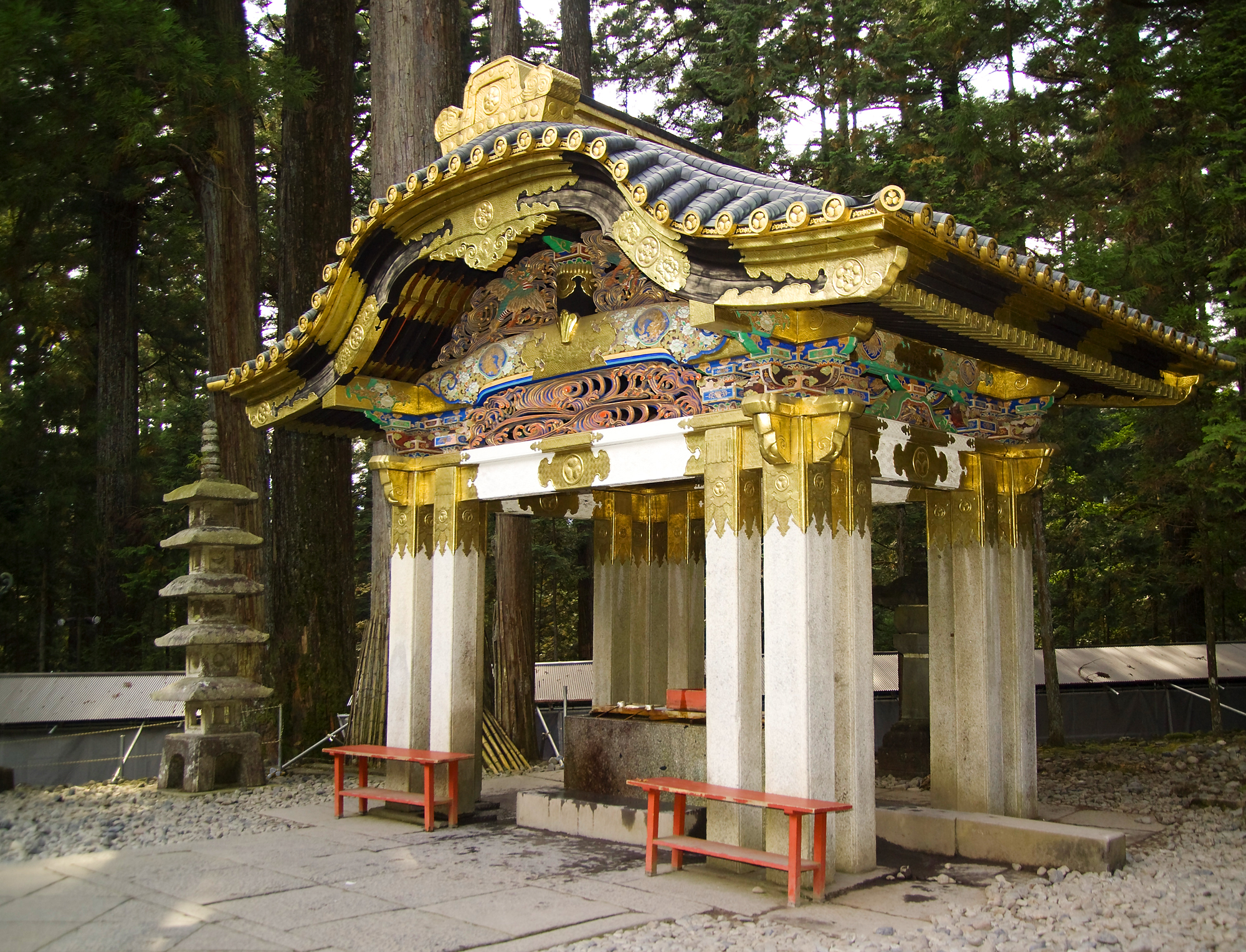
Suibansha
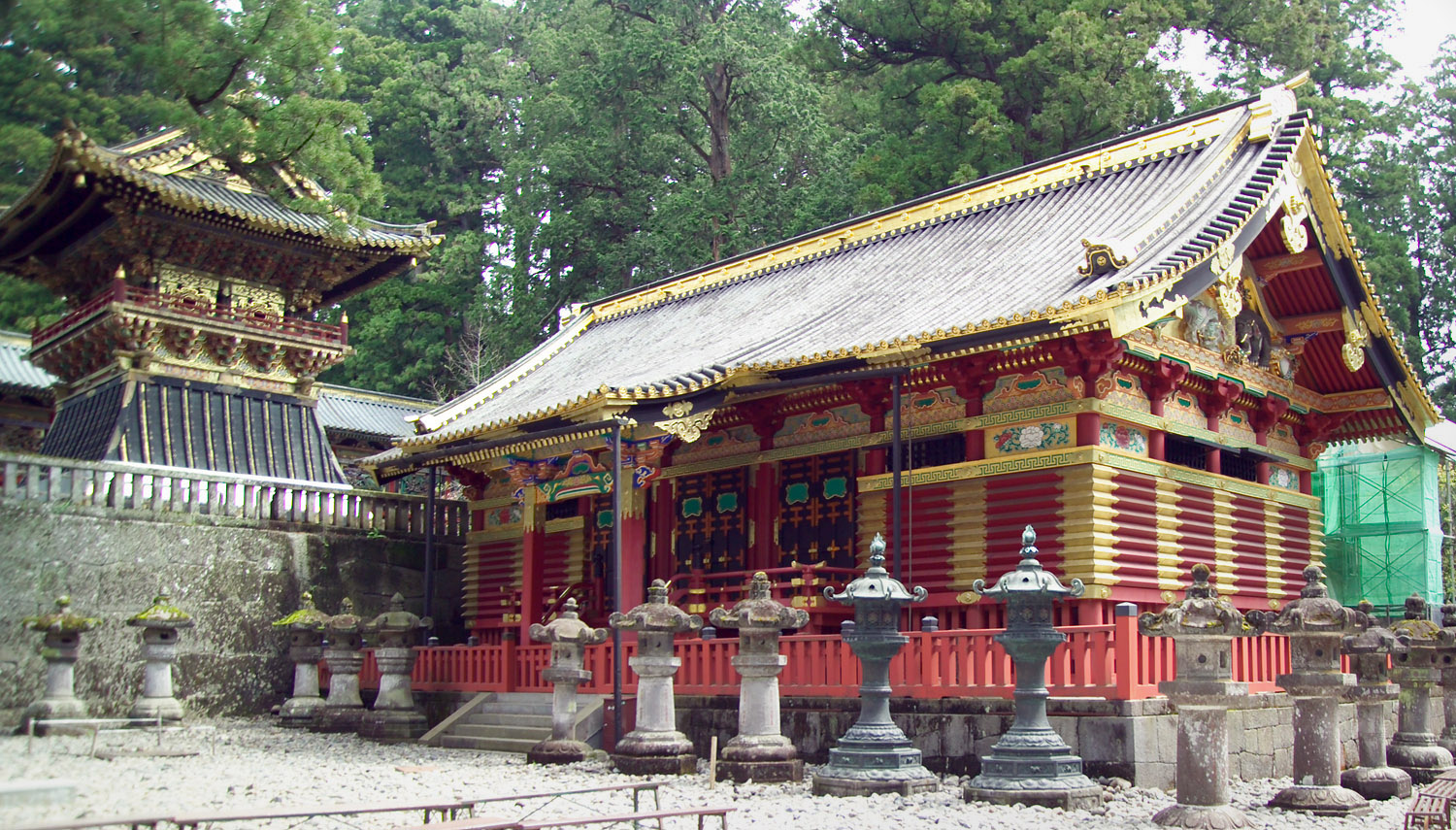
Kamijinko
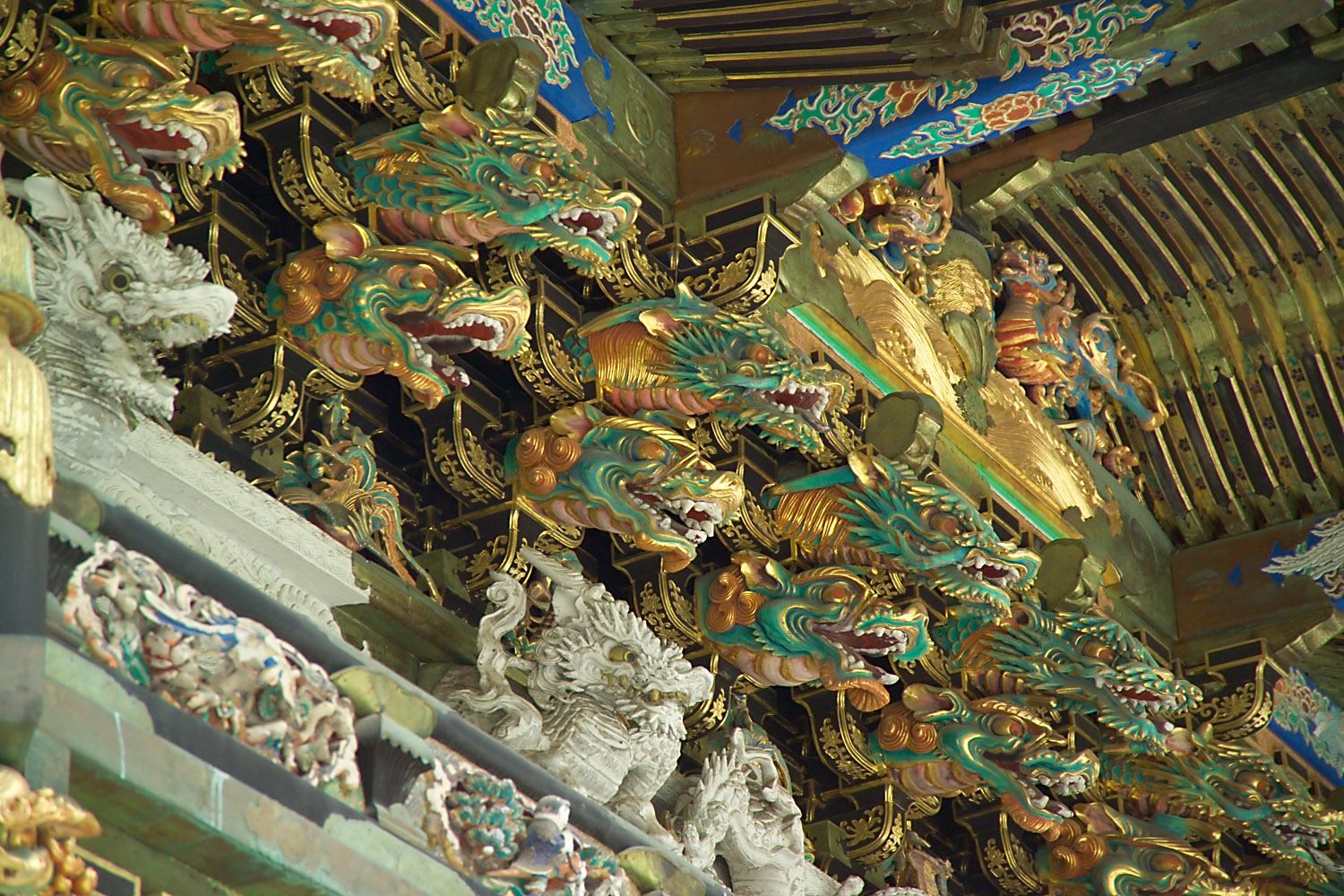
Yomeimon.
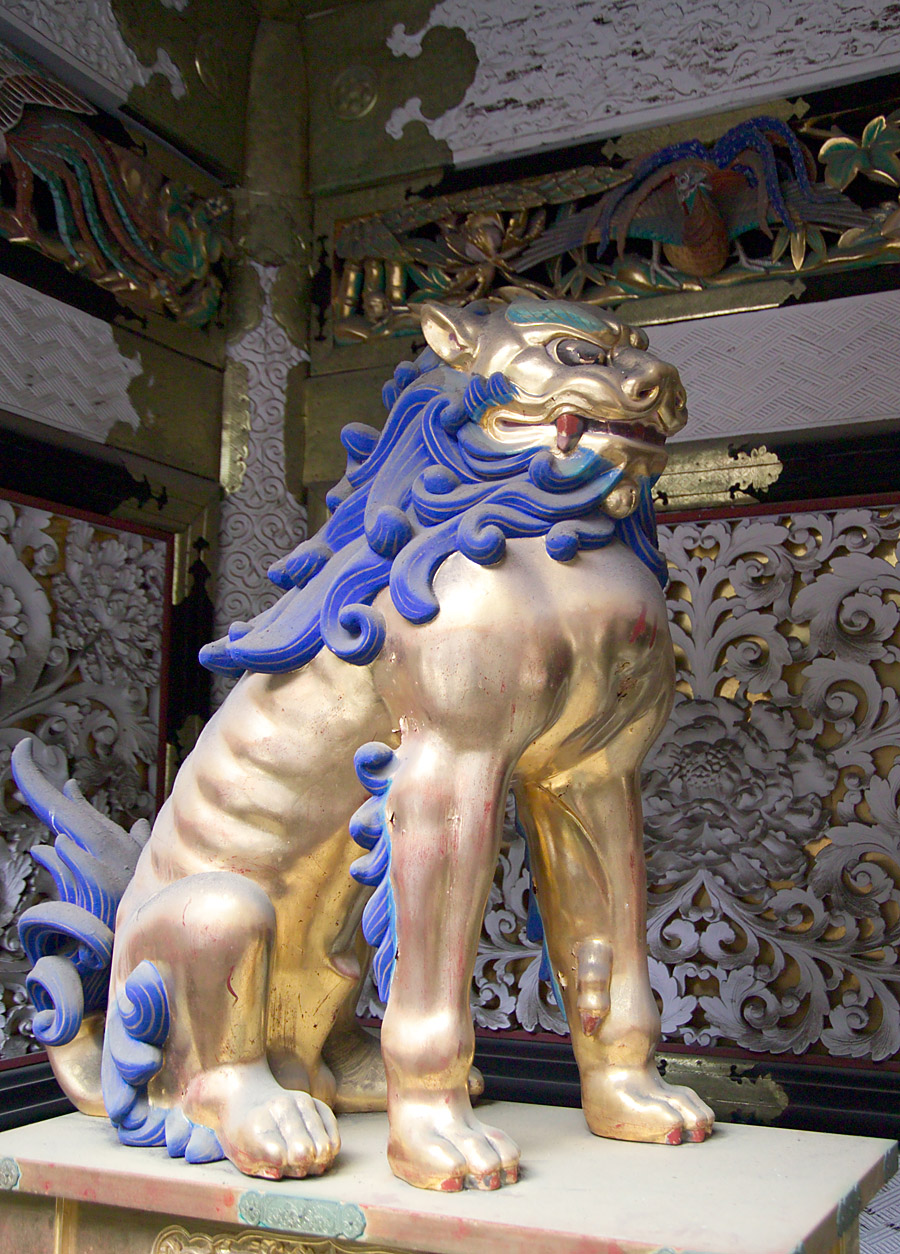
Lion
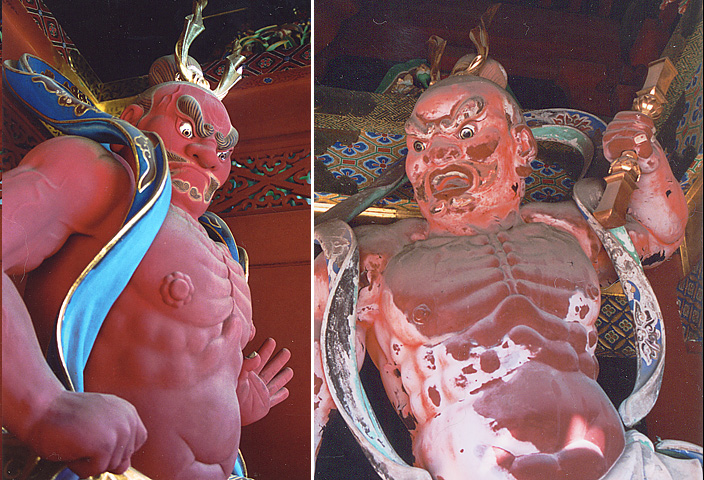
Niō,